# Aérodrome de Natitingou
L'aérodrome de Natitingou (ou aéroport de Boundétingou) est un aéroport d’usage public situé à Boundétingou, à 12 km de Natitingou, dans le département de l'Atacora au nord-ouest du Bénin.

## Histoire

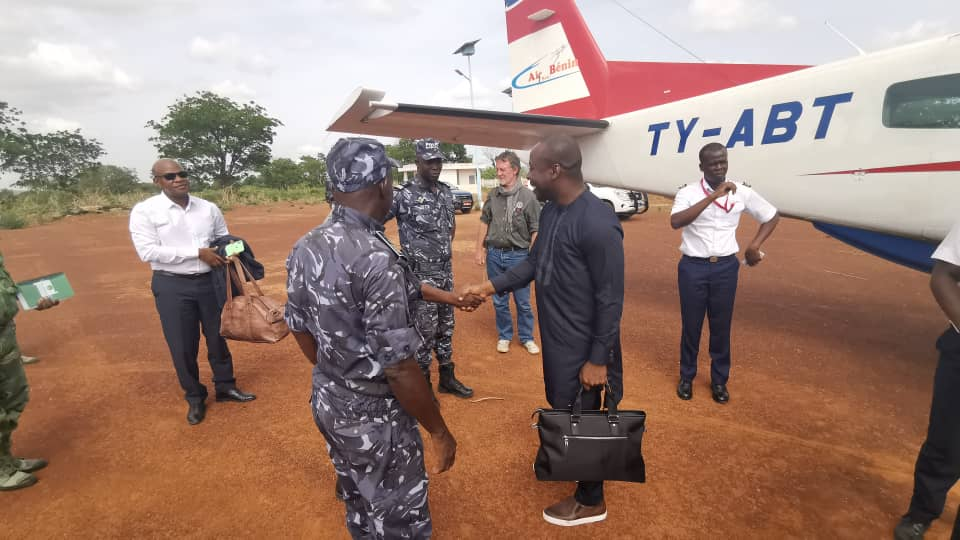
Le ministre Oswald Homeky arrivant à l'aérodrome de Natitingou après la disparition de deux touristes français dans le parc national de la Pendjari (10 mai 2019).

## Situation
| \| 20 km1:1 857 000 \| Bembèrèkè Cana Cotonou-Cadjehoun Djougou Kandi Natitingou Parakou Porga Savè |
| 20 km1:1 857 000                                                                                    |

Carte statique des aéroports du Bénin.Carte dynamique des aéroports du Bénin.